# Протићи
Протићи, пореклом из Пожаревца и Рама су породица Јована Протића, члана Правитељствујушчег совјета за пожаревачку нахију и првог вршиоца дужности председника Правитељствујушчег совјета, члана више дипломатских мисија и његовог сина генерал-мајора Ђорђа Протића, кнежевог представника (председника владе).

### Порекло
Протићи, старином из Старе Србије су добили презиме по пожаревачком протојереју Антонију, који је, у другој половини XVIII века био свештеник у Пожаревцу и Раму више од тридесет година. Протојереј Антоније имао је два сина Јована Протића и Стевана Протића, који су пре 1804. били трговци у Пожаревцу.

## Протојереј Антоније из Пожаревца
Протојереј Антоније био је свештеник у Пожаревцу и Раму више од тридесет година. Имао је синове Јована и Стевана.

### Стеван Протић
Стеван Протић био је веома успешан трговац у Пожаревцу. Међутим, дошао је у сукоб са пословним агентима и пословођама кнеза Милоша, јер није поштовао уобичајено првенство продаје стоке у власништву књаза Милоша. Сматра се да је због тога убијен под неразјашњеним околностима и бачен у Дунав.

### Јован Протић, члан Правитељствујушчег совјета за Пожаревац
Јован Протић из Пожаревца био је члан Правитељствујушчег совјета за пожаревачку нахију и први вршилац дужности председника Правитељствујушчег совјета. Јован Протић био је члан више делегација, између осталих, са протојерејем Матејом Ненадовићем у Петроград, као и у Цариграду и др. Говорио је више страних језика, грчки, турски и др.
Његови синови су штабс-капетан Александар Протић и генерал-мајор Ђорђе Протић, чија кћерка Јелена Ненадовић, рођ. Протић је била удата за Светозара Ненадовића, сина проте Матеје Ненадовића.

#### Штабс-капетан Александар Ј. Протић
Штабс-капетан Александар Ј. Протић син Јована Протића.

#### Генерал-мајор Ђорђе Ј. Протић, председник владе (кнежевски представник)
Генерал-мајор Ђорђе Протић, син Јована Протића, био је кнежевски представник (председник владе) у време прве владе кнеза Михаила. Када је ступио на дужност кнежевског представника добио је, у складу са тадашњим законима о чиновницима, чин генерал-мајора, иако није био официр.
Ђорђе Протић био је ожењен кћерком гружанског кнеза Петра Топаловића, пословног ортака и пријатеља кнеза Милоша. Гружански кнез Петар Топаловић имао једног сина Милосава, касније помоћника смедеревског окужног начелника и још једну кћерку Виду.
Пашеног Ђорђа Протића, ожењен Видом Топаловић био је пуковник Вуле Глигоријевић (1797-1855), родом из Сјенице, члан Земаљског савета, старешина мачванске кнежине 1833-34. (после смрти Марка Штитарца). Вуле Глигоријевић, некада члан књаз Милошевог домаћинства, заједно са Марком Штитарцом и Петром Лазаревићем Цукићем, по кнез Милошевом налогу учествовао је у убиству владике Мелентија Никшића у Шапцу 1816. Вуле и Вида Глигоријевић нису имали деце..
Јелена Протић, кћерка генерал-мајора Ђорђа Протића, била је удата за Светозара Ненадовића, сина прота Матеје Ненадовића и унука кнеза Алексе Ненадовића. Светозар Ненадовић, управник топчидерске казнионице, осуђен је као саучесник у убиству кнеза Михаила Обреновића и стрељан, као и његова браћа од стрица.
Преко Ђорђа Протића, односно његовог таста гружанског кнеза Петра Топаловића, старија грана Ненадовића и млађа грана Ненадовића су у двоструком сродству. Син кнеза Петра Топаловића Милосав Топаловић, помоћник смедеревског окружног начелника био је ожењен кћерком војводе Јеврема Ненадовића, сина војводе Јакова Ненадовића.

#### Потомство Јелене Ненадовић рођ. Протић
Од Светозара Ненадовића и Јелене Ненадовић, кћерке генерал-мајора Ђорђа Протића воде порекло данас постојеће четири мушке гране Ненадовића.
Светозар Ненадовић је са Јеленом, кћерком генерал-мајора Ђорђа Протића, имао петоро деце која су у време његове смрти 1868. сва била малолетна.
- Алекса Ненадовић, унук проте Матеје Ненадовића и генерал-мајора Ђорђа Протића, правник у пореској служби Министарства финансија имао је са Јеленом рођ. Миливојевић деветоро деце од којих су се издвојиле две основне мушке гране. Његова деца су Јаков Ненадовић (1873-1925), инспектор МУП-а, управник казнионице у Нишу, који је био ожењен Анђелијом Петровић-Његуш из бочне гране црногорске краљевске породице, пешадијски бригадни генерал Сима Ненадовић (1888-1953), Љубомир Ненадовић (1885-1950) инспектор МУП-а, Јеврем Ненадовић (1890-1969) окружни судија, Јован Ненадовић (1891-1980), сестра Лепосава удата за пуиовника др Јована Јовановића, проф. Војне академије и др.
- Матеја Ненадовић (1856-1933), унук проте Матеје Ненадовића и генерал-мајора Ђорђа Протића, индустријалац, који је живео добар део живота на имањима у Бранковини, а касније, по повратку Карађорђевића на престо 1903, био је и градоначелник Ваљева, односно председник ваљевске општине. Матеја Ненадовић је са Косаром Здравковић имао седморо деце, између осталих, прворођеног сина Светозара Ненадовића (1890—1944) коме је дао име по свом оцу и то у време владе Обреновића, правника, вишег саветника у Министарству финансија, Ђорђа Ненадовића (1891—1978), судију Управног суда и адвоката, рез. потпуковника, једног од 1300 каплара и носиоца ордена Белог орла коме је припала част да као краљев рођак, први на челу српске војске 1918 уђе у Нови Сад, војно-судског пуковника Душана Ненадовића (1895—1969) и др Момчила Ненадовића (1899—1943), лекара који је због свог антифашистичког опредељења 1943 стрељан на Јајинцима.

### Сродство
Протићи су били у сродству са Ненадовићима.